# Eliza von Wattenwyl-de Portes
Eliza von Wattenwyl-de Portes (Genève, 14 oktober 1812 - Bern, 18 februari 1914) was een Zwitserse feministe.

## Biografie
Eliza von Wattenwyl-de Portes was een dochter van graaf Guillaume de Portes, een kolonel, en van Sophie Rilliet. In 1838 huwde ze Bernhard Friedrich von Wattenwyl. Ze was afkomstig uit een adellijke familie en richtte zich al vroeg tot de Réveilbeweging. Samen met haar echtgenoot richtte ze de vrije evangelische kerk van Genève op. Vanaf 1851 woonde ze in Bern, waar ze zich wijdde aan zendingswerk en zich inzette voor bijbelgroepen en arbeidersvrouwen. Nadat ze Josephine Butler had ontmoet, sloot ze zich aan bij de Association du sou pour le relèvement moral en in 1886 ook bij de Union suisse des Amies de la jeune fille, die ze tot 1891 zou voorzitten. Ze was ook betrokken bij de oprichting van verscheidene tehuizen voor jonge vrouwen.